# Stillbay
 Stilul Stillbay  sau doar Stillbay (de asemenea,  Still bay  ori Still Bay) este numele unui anumit tip de industrie de tip arheologic, dat de arheologii A. J. H. Goodwin și C. van Riet Lowe, în 1929, unui anumit stil de manufacturare a uneltelor de piatră, realizate în perioada paleoliticului mijlociu african, nume ce reprezintă numele localității costale Stilbaai (numită și Still Bay) din Africa de Sud, unde acest tip de unelte au fost descoperite prima dată.
Este posibil ca astfel de unelte să fi fost realizate printre primele de acest tip, exact în locul unde au fost descoperite, fiind probabil printre primele de tipul industriei Acheuleaniene. În plus, în acelașit sit arheologic, alături de uneltele de piatră de tipul menționat, au fost descoperite atât oase cât și porțiuni de coarne, prelucrate ca unelte.

## Axa timpului

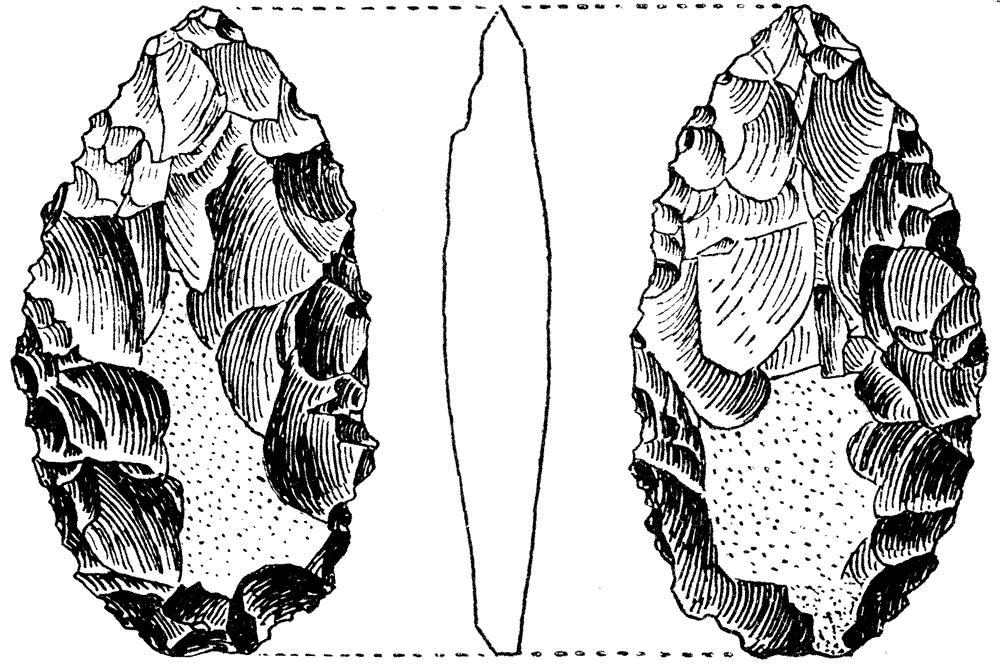
Schițe prezentănd o unealtă de piatră cioplită pe ambele sale suprafețe (unealtă de piatră bifacială)

Începutul și sfârșitul perioadei stilului Stillbay sunt calculate ca fiind între 71,9 și 71,0 de mii de ani (milenii) în urmă (vezi, kilo-an, sau ka, unitate de măsură frecvent folosită în arheologie). În prezent, există prea puține date pentru a limita intervalul de încredere, pentru 95% din aceste date, la mai mult de 4 până la 5 ka. Cu toate acestea, datele disponibile sunt în concordanță cu o durată mai mică de 1 kilo-an.
Sampson, în 1974, a ridicat semne de întrebare privitor la datare, pe motivele că respectivele situri nu fuseseră corect descrise în termenii științifici general acceptați și că, de asemenea, integritatea stratigrafică a sit-urilor ar fi fost perturbată prin procedee neadecvate de excavare.  Oricum, excavări mult mai recente, precum cele de la Blombos Cave și Sibudu Cave atestă existența datării și a intervalului inițial considerat.
Stilul Stillbay este, destul de general, similar culturii musteriene, așa cum a fost definită în Europa.
Olduvai Gorge, care este unul din siturile cele mai bogate și complexe, referitoare la evoluția umană, are o largă varietate de unelte și instrumente din piatră, os și coarne, între care există și cele din varietatea Stillbay.

## Uneltele și focul
Cercetătorii au ajuns la concluzia că oamenii timpului stilului Stillbay au pregătit piatra de silcret, din care și-au făcut uneltele de piatră, cu preîncălzire în foc făcut de om, pentru a crește lucrabilitatea acestuia. Experimentele făcute, pentru a simula ceea ce realizau acei oameni, au inclus, printre altele, și încălzirea pietrelor pentru realizarea uneltelor la circa ~350 °C. Termoluminescența indusă prin simulare reală, la re-încălzirea unui număr limitat de 26 de pietre analizate (datorită faptului că procesul repetat este distructiv), au confirmat că toate pietrele analizate fuseseră încălzite la această temperatură.
Tratamentul termic nu numai că mărește lungimea așchiilor (cunoscute în arheologie ca „fulgi”) care pot fi îndepărtate, de la circa 1 cm la circa 5 cm, dar face ca aceste așchii să fie mai subțiri și mai ascuțițe, deoarece pot elimina aceste așchii („fulgii”) la unghiuri aproape paralele cu suprafața pietrei. Tratamentul termic permite o mai mare precizie a fracturării, datorită creșterii uniformității răspunsului fracturării pietrei la loviturile de cioplire.
Cercetările de mai sus identifică nu doar siturile unde se găsesc unelte de tipul Stillbay, datând de circa 72 de milenii, dar chiar și cele care ar putea fi atât de vechi precum 164 de milenii.
O observație foarte importantă a fost făcută de Kyle Brown, unul din cercetătorii responsabili de cercetările de mai sus, privind realizarea uneltelor de piatră cu ajutorul focului controlat. Brown afirma, „Acești oameni erau deosebit de inteligenți. Nu cred că ar fi putut transmite aceste cunoștințe din generație în generație fără limbaj.” (conform citatului, "These people were extremely smart ... I don't think they could have passed down these skills from generation to generation without language."